# Ensemble (parti français)
Pour les articles homonymes, voir Ensemble (homonymie).
Ne doit pas être confondu avec Ensemble (coalition française) ou Ensemble à gauche.
Ensemble !, de son nom complet Ensemble ! Mouvement pour une alternative de gauche, écologiste et solidaire, est un parti politique français. Il est lancé le 23 novembre 2013 lors d’assises nationales à Saint-Denis, par Les Alternatifs, Convergences et alternative, la Fédération pour une alternative sociale et écologique, la Gauche anticapitaliste, une large majorité des militants de Gauche unitaire et des personnalités précédemment non-membres d'une organisation politique,.
Troisième force du Front de gauche avec 2 500 adhérents en 2013, ce regroupement de plusieurs courants politiques se fonde sur plusieurs objectifs partagés : le renforcement, l'élargissement et la démocratisation du Front de Gauche ; la lutte contre l'austérité, le productivisme et toutes les oppressions ; l'auto-organisation et un nouveau rapport aux mouvements sociaux ; l'élaboration d'un projet de transformation sociale et écologique de la société pour rompre avec le capitalisme.
À la suite d'une scission en 2023, le parti perd l'ensemble de ses élus nationaux au profit de son ancien courant interne Gauche écosocialiste.

## Historique

### Lancement (novembre 2013)
Le lancement d'Ensemble ! se fait au terme d'un processus de convergence entre plusieurs organisations politiques, qui avaient toutes déjà intégré le Front de Gauche, et auquel participent des personnalités du mouvement social, comme l’économiste Pierre Khalfa, l’ancienne présidente du Syndicat de la magistrature Évelyne Sire-Marin et le militant syndical et associatif Christophe Aguiton.
Cinq organisations participent au lancement d'Ensemble ! lors d'assises nationales les 23 et 24 novembre 2013 et sont ainsi « composantes fondatrices » du mouvement :
- Les Alternatifs (LA) : parti-mouvement fondé en 1998, héritier d'une tradition de gauche communiste, écologiste et autogestionnaire, membre du Front de Gauche depuis novembre 2012
- la Fédération pour une alternative sociale et écologique (FASE) : fédération fondée en 2008, comprenant notamment l'Association des Communistes Unitaires qui regroupe des élus et militants issus du Parti communiste français. Membre du Front de gauche depuis juin 2011, Clémentine Autain en est porte-parole
- Convergences et alternative (C&A) : « courant unitaire anticapitaliste », formé au sein du Nouveau Parti anticapitaliste (NPA) qu'il quitte après le congrès du NPA de février 2011
- la Gauche anticapitaliste (GA) : fondée en novembre 2011 comme courant du NPA, elle prend son autonomie en juillet 2012 pour rejoindre le Front de Gauche. De tradition marxiste-révolutionnaire et écosocialiste, elle comprend des figures issues du NPA et de l'ancienne Ligue communiste révolutionnaire, comme Myriam Martin et Pierre-François Grond
- « Unitaire(s) » : réseau de militants issus du parti Gauche unitaire, dont la direction minoritaire a refusé d'intégrer le mouvement[9].

### Assemblée constitutive (janvier - février 2015)

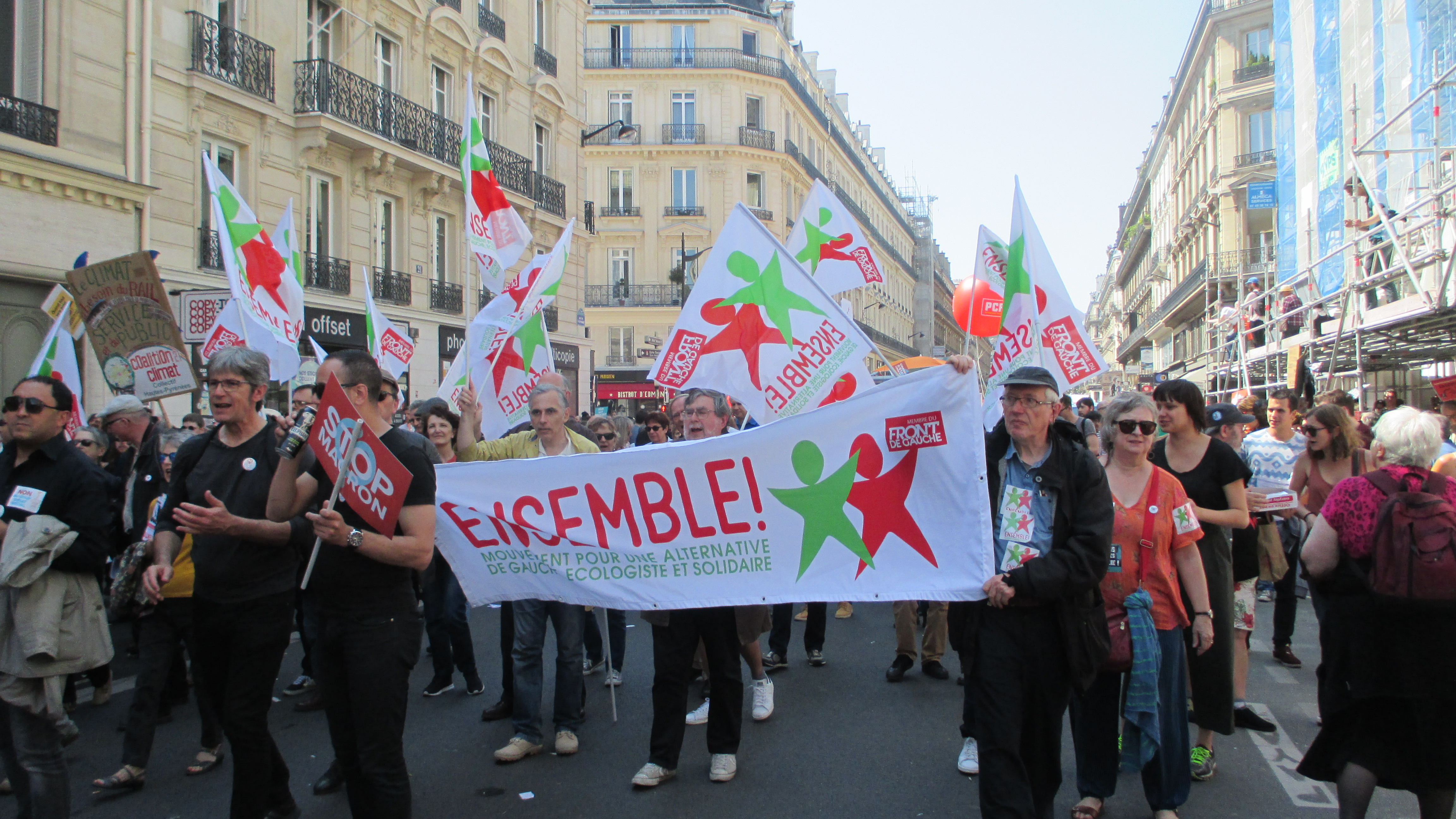
Militants d'"Ensemble !" à la manifestation La fête à Macron, le 5 mai 2018 à Paris.

À la suite d'un processus de vérification d'un peu plus d'un an, une Assemblée constitutive a lieu le 31 janvier et le 1er février 2015 à Saint-Denis, à la suite de laquelle les principales composantes du mouvement votent leur auto-dissolution. Cette Assemblée adopte une déclaration soulignant l'urgence de trouver des solutions politiques à une crise économique, sociale, politique et écologique sans précédent :

« Nous avons besoin en France, adapté aux réalités politiques du pays, d’un front social et politique qui soit l’équivalent de Syriza et de Podemos, une force de participation citoyenne qui crée les conditions d’une politique de rupture. »

### Rapprochement avec La France insoumise
Ensemble ! soutient la candidature de Jean-Luc Mélenchon dans le cadre du Front de Gauche à l'élection présidentielle de 2017.
En 2017, alors que le Front de Gauche est sur le point de disparaître, et que la brouille entre le Parti communiste français et le nouveau parti créé notamment par Jean-Luc Mélenchon, La France insoumise, (FI) s'accentue, la gauche radicale se fracture. Alors qu'une partie de ses militants intègre la France Insoumise, le mouvement Ensemble ! en tant que tel ne fait pas ce choix, cherchant à créer les conditions pour un regroupement plus large de la gauche antilibérale.
Aux élections législatives de 2017, trois militantes d'Ensemble! sont élues sous l'étiquette de la France Insoumise, dont elle rejoignent le groupe parlementaire : Clémentine Autain, alors co-porte-parole du mouvement, à Sevran (93), Danièle Obono à Paris, ainsi que Caroline Fiat dans la Meurthe-et-Moselle. Elles prennent leurs distances avec le mouvement par la suite. Muriel Ressiguier, députée LFI élue dans l'Hérault, rejoint Ensemble en 2020.
Lors du Collectif National du mouvement organisé la mi-octobre, ses adhérents votent sur trois motions afin de définir leur rapport avec la FI : un rapprochement avec maintien des deux entités, une « recherche de convergences » commune tout en gardant une indépendance totale et une fusion. Ces propositions obtiennent successivement 46, 47 et 16 % des voix. Ce vote et ses proportions marquent la proximité des deux organisations.
En mai 2022, le raccourcissement du nom de la coalition Ensemble citoyens en Ensemble ! provoque une réaction du parti Ensemble !. Ses militants et dirigeants, dont Clémentine Autain, lancent une action en justice. Le verdict doit être rendu le 8 juin. Le tribunal judiciaire de Paris se déclare incompétent le 8 juin 2022, invitant le parti Ensemble ! à saisir le Conseil constitutionnel, juge de l’élection pour les élections législatives[Passage à actualiser].
Dix membres d'Ensemble sont candidats aux élections législatives de 2022. Quatre d'entre eux sont élus : Clémentine Autain, Hendrik Davi, Michel Sala et Marianne Maximi. Tous siègent dans le groupe La France insoumise-NUPES.

### Scission du courant Gauche écosocialiste
En juin 2022 le courant d'Ensemble insoumis.e se renomme en Gauche écosocialiste. Cette évolution conduit au retrait d'Ensemble de La France insoumise et à la fin du versement de la contribution financière issue de La France insoumise. La Gauche écosocialiste se transforme par la suite en parti autonome, membre de la France insoumise et de la NUPES, entrainant la scission d'Ensemble. Ensemble perd dès lors l'ensemble de ses élus nationaux issus du groupe La France insoumise-NUPES.
Le 25 mai 2025, après des tractations de plusieurs mois, le mouvement annonce la constitution d'une « force commune » avec L'Après.[réf. nécessaire]

## Fonctionnement et organisation

### Organisation
Le mouvement repose sur des collectifs locaux dotés d'une grande autonomie regroupant les adhérents, le plus souvent sur une base géographique.
Le collectif national, qui se réunit au moins une fois par trimestre, rassemble des délégués des collectifs, et discute et prend position sur les grandes questions d'orientation politique et de fonctionnement.
L'équipe d'animation nationale est chargée de mettre en œuvre les décisions du collectif national et assure le fonctionnement et l'exécutif national du mouvement. Elle est composée de membres des collectifs locaux, de représentants des composantes fondatrices et de personnalités ayant participé au lancement d'Ensemble ! non-issues des composantes fondatrices.
Les principaux porte-parole d'Ensemble ! sont Myriam Martin et Jean-François Pellissier.
La place des composantes fondatrices diminue progressivement depuis le lancement d'Ensemble !. Plusieurs ont fait le choix de se dissoudre : Convergences et alternative (7 février 2014),, la Gauche anticapitaliste (1er février 2015) et Les Alternatifs (15 mars 2015).
Le mouvement tient une Université d'Eté ou d'Automne chaque année depuis 2014, à l'exception de 2020 pour cause de Covid 19. Celle-ci est l'occasion à chaque fois de débattre avec des représentants d'autres mouvements politiques de gauche, comme le Parti Communiste Français, le Parti de Gauche, le Nouveau Parti Anticapitaliste, Europe Écologie-Les Verts, la Gauche Démocratique et Sociale et d'autres.

### Courants internes
- Gauche écosocialiste : créé sous le nom d'Ensemble insoumis.e à la suite de l’élection présidentielle de 2017, ce courant vise à regrouper les membres d'Ensemble ! qui participent également à la France insoumise et participent à ses différentes instances. En juin 2022, le courant se renomme Gauche écosocialiste[27] et se refonde pour créer un parti distinct en mars 2023[18],[19].
- Ensemble ! Autogestion - Émancipation : créé en mars 2021, ce courant met l'accent sur les problématiques autogestionnaires et appelle à la constitution d'une force politique plus large de la gauche alternative[28].

### Secteur jeune
Un secteur jeune autonome coordonne l'intervention en direction de la jeunesse, sur des questions spécifiques ou non. Ouvert aux lycéens, étudiants et jeunes travailleurs d'Ensemble !, il est représenté dans les instances du mouvement et organise chaque année des journées de formation ainsi qu'une assemblée générale jeune,. Ce secteur jeune collabore entre autres avec d'autres jeunes des organisations affiliées au secrétariat unifié (SU) de la Quatrième Internationale (trotskiste) participant ainsi tous les ans aux Rencontres internationales des jeunes (RIJ), camps d'été des organisations de jeunesse affiliées au SU,.
Le secteur jeune d'Ensemble ! a choisi depuis sa création de s'investir dans le syndicalisme étudiant. Pour part au sein de Solidaires étudiant-e-s, mais également au sein de l'UNEF, le principal syndicat étudiant.

## Résultats électoraux

### Élections législatives
| Année | 1er tour       | 1er tour       | 2d tour        | 2d tour        | Sièges  | Rang | Gouvernement |
| Année | Voix           | %              | Voix           | %              | Sièges  | Rang | Gouvernement |
| ----- | -------------- | -------------- | -------------- | -------------- | ------- | ---- | ------------ |
| 2017  | Au sein de LFI | Au sein de LFI | Au sein de LFI | Au sein de LFI | 3 / 577 |      | Opposition   |
| 2022a | 105 963        | 0,47           | 147 472        | 0,71           | 4 / 577 | 24e  | Opposition   |

a Au sein de la NUPES.

## Élus

### Anciens députés
- Danièle Obono, 17e circonscription de Paris, membre en 2017 ;
- Caroline Fiat, 6e circonscription de Meurthe-et-Moselle, membre de 2017 à 2020 ;
- Muriel Ressiguier, 2e circonscription de l'Hérault, membre depuis 2020.
- Clémentine Autain, 11e circonscription de Seine-Saint-Denis, membre de 2017 à 2023 ;
- Hendrik Davi, 5e circonscription des Bouches-du-Rhône, membre de 2017 à 2023[13] ;
- Michel Sala, 5e circonscription du Gard, membre de 2017 à 2023[13] ;
- Marianne Maximi, 1re circonscription du Puy-de-Dôme, membre de 2017 à 2023[13].

### Anciens conseillers régionaux
- Gilles Houdouin (Normandie), 2016-2021 ;
- Myriam Martin (Occitanie), 2016-2021.